# 불편한 법정의 원칙
불편한 법정의 원칙(Forum non conveniens)은 법관의 재량에 의하여 타지역의 법원의 재판관할권 행사를 자제할 수 있다는 종래 영국에서 인정되었던 법원칙이다. 이는 법원에 과도한 재량권을 부여할 뿐 아니라 외국인이 제소한 사건의 재판을 거부하는 구실이 되는 등의 불합리의 근거가 되는 단점을 가지고 있다.

## 사례
텍사스주 시민이 사우디 석유 회사에 2년 고용 계약을 맺고 일하다 6개월만에 해고되었다. 미국에 돌아와 연방지방법원에 해고무효소송을 내는 경우, 피고인 사우디 석유회사는 불편한 법정의 원칙을 들어 미국연방지방법원에서 재판받는 것을 거부할 수 있다.

## 같이 보기
- 대한민국 민사소송법 제35조